# 갱세
갱세(賡世, ?~?)는 신라의 관리이다.

## 생애
수로왕의 17대손이자, 신라에서 급찬(級飡) 관등을 지낸 그는 구형왕이 신라에 항복한 뒤 수로왕의 묘제사(廟祭祀)가 이어지지 못하다가 661년에서야 수로왕의 묘에 제사의 재개가 결정되자 신라 조정의 명에 따라 제전을 주관하며 수로왕의 묘에 제사를 지냈다.